# تشاه بالوند
تشاه بالوند (بالفارسية: چاه پلوند) هي مستوطنة تقع في Howmeh Rural District في إيران. يقدر عدد سكانها بـ 29 نسمة .